# Ahnenstammkartei des deutschen Volkes
Die Ahnenstammkartei des deutschen Volkes (ASTAKA) ist eine seit 1967 in Leipzig bei der Deutschen Zentralstelle für Genealogie archivierte Kartei historischer Personen und ihrer Abstammungen. Sie umfasst rund 1,1 Millionen Karteikarten mit 1,4 Millionen Personen.

## Geschichte
Die „Ahnenstammkartei“ wurde Anfang 1923 eingerichtet und war Ergebnis von Ahnenlistenumläufen (Austausch von Abstammungslisten zu Forschungszwecken) des am 1. Februar 1921 vom Zwickauer Landgerichtsrat Karl Förster gegründeten „Ahnenlistenaustausch“ (Ala), einem Bund aus „Ahnenforschern“. Aus dem Bund ging am 1. Juli 1930 der Verein „Deutsche Ahnengemeinschaft“ (DA) hervor.
In der Zeit des Nationalsozialismus wurde die Kartei in die Reichsstelle für Sippenforschung verbracht, da es Überlegungen gab, sie für die Erstellung sogenannter Ariernachweise zu nutzen. Dies wurde jedoch verworfen, da die Mehrzahl der Daten in der Kartei die Zeit vor 1750 betraf. Sie wurde nach Sachsen zurückgebracht. 
Ab den 1950er Jahren wurde die Kartei als „Ahnenstammkartei Göttingen“ von Kurt Wensch in Dresden betreut und gehörte damit in den Bereich der „Deutschen Arbeitsgemeinschaft genealogischer Verbände“. Im Verbund mit einem gesamten, 1967 von Leipzig aus organisierten Ahnenlistenumlauf (siehe Artikel Ahnenlistensammlung) sollte die Ahnenstammkartei – im Gegensatz zur Einzelpersonenkartei – nunmehr Stammlinien erfassen, die durch die Angabe der angeheirateten Personen untereinander verbunden sind.

## Heute
Die „Ahnenstammkartei des deutschen Volkes“ ist heute Teil der „Ahnenlistensammlung“ bei der Zentralstelle für deutsche Personen- und Familiengeschichte Leipzig. Sie umfasst rund 1,1 Millionen Karteikarten mit 1,4 Millionen Personen. Der räumliche Schwerpunkt der Daten liegt mit rund 40 Prozent in Mitteldeutschland, wobei die größte inhaltliche Dichte zwischen 1600 und 1800 erreicht wird. Die Kartei ist nach Familiennamen unter Anwendung des phonetischen Alphabets geordnet und innerhalb der Namen nach Herkunftsorten.